# Kolitzheim (Kolitzheim)
Kolitzheim ist der Hauptort der Gemeinde Kolitzheim im unterfränkischen Landkreis Schweinfurt in Bayern.

## Geografische Lage
Das Pfarrdorf Kolitzheim liegt im südwestlichen Teil der Gemeinde, deren Ortsteile  sich halbkreisförmig um den Ort reihen. Im Norden liegt Gernach, weiter nordöstlich schließen sich Unter- und Oberspiesheim an. Der Osten und Südosten wird von der Gemarkung Zeilitzheim angenommen. Unmittelbar östlich der bebauten Fläche schließt sich der Herleshof in Zeilitzheimer Gemarkung mit dem privat genutzten Flugplatz Kolitzheim-Herleshof an. Im Südosten ist Zeilitzheim zu finden. Südlich befindet sich in der Kolitzheimer Gemarkung die Einöde Wadenbrunn, weiter im Süden beginnt mit der Gemarkung von Gaibach das Gebiet der Stadt Volkach im Landkreis Kitzingen. Der Westen wird mit Lindach wiederum von einem Kolitzheimer Gemeindeteil eingenommen.

## Geschichte
Mehrere vor- und frühgeschichtliche Funde konnten um das Dorf ausgemacht werden. Bereits im 19. Jahrhundert entdeckte man im sogenannten Wirtssee wahrscheinlich Begräbnisurnen aus der Zeit der Völkerwanderung. Die Funde wurden allerdings nicht der Wissenschaft zugeführt, sondern gelangten als Blumentöpfe in einzelne Haushalte des Dorfes. Daneben grub man auch mehrere Gräber im sogenannten Junkers- oder Schornholz aus. Östlich des Dorfes wurde außerdem eine Siedlung der Urnenfelderzeit entdeckt.
Das Dorf Kolitzheim wurde im Jahr 791 erstmals urkundlich erwähnt, wobei die Urkunde erst um 1260 niedergeschrieben wurde. Damals übergab der Adelige Hiltrih seine Eigengüter und die seiner Ehefrau Hruadun als Geschenk an das Kloster Fulda. In dieser Urkunde ist von „Coldleibesheim“ die Rede. Der Ortsname wurde verschieden gedeutet. So tauchte die Vermutung auf, dass der Ort um 600 von einem fränkischen Merowinger mit Namen Coldleib gegründet wurde. Daneben hält sich die Interpretation hier eine Verballhornung der Endung -leben (wie in Zeuzleben, Ettleben) zu sehen. So soll es sich ursprünglich um eine Warnensiedlung gehandelt haben, die den Namen „Golth“ eines Franken übernehmen musste.
In den folgenden Jahrhunderten ist der Ortsname mehreren Änderungen ausgesetzt. Im Jahr 1121 ist von „Cololuesheim“ die Rede, 1174 tauchte „Colotzheim“ in den Quellen auf. 1225 wurde der Ort „Cololdisheim“, 1299 „Cololzheim“ genannt. Im 13. Jahrhundert hatten verschiedene Herren Einfluss auf das Dorf, insbesondere die Klöster der Umgebung rangen um die Herrschaft. Bedeutendster Grundherr wurde das Würzburger Benediktinerkloster St. Stephan. Sagen sprechen sogar von einem kleinen Kloster im Dorf. Unter Bischof Hermann von Lobdeburg erwarb das Hochstift Würzburg große Teile der dörflichen Güter. In der Folge wurde Kolitzheim Teil des Amtes Klingenberg.
Im Jahre 1796 besetzte die französische Revolutionsarmee das Frankenland. In der Nacht des 24. Juli wurde Kolitzheim von Dragonern überfallen und gebrandschatzt. Tagelang dauerte der Durchmarsch französischer Bataillone. Die Bevölkerung lebte in furchtbarer Angst. In dieser Not legten die Kolitzheimer ein Gelübde ab: Um weitere Kriegsnot abzuwenden, versprachen sie, alljährlich ein 33-stündiges Gebet vom Karfreitagmorgen bis zum Karsamstagabend abzuhalten. Dieses Gelübde wird bis heute eingehalten.
Als Teil des Hochstiftes Würzburg wurde Kolitzheim 1803 zugunsten Bayerns säkularisiert, dann im Frieden von Pressburg 1805 Erzherzog Ferdinand von Toskana zur Bildung des Großherzogtums Würzburg überlassen, mit welchem es 1814 endgültig an Bayern fiel. Im Zuge der Verwaltungsreformen in Bayern entstand mit dem Gemeindeedikt von 1818 die Gemeinde Kolitzheim. Sie wurde Teil des ehemaligen Landkreises Gerolzhofen. Am 1. Mai 1978 wurde der Ort Kolitzheim Sitz der im Zuge der bayerischen Gemeindereform neu konstituierten Gemeinde Kolitzheim mit den ehemals acht Gemeinden Kolitzheim, Gernach, Unterspiesheim, Oberspiesheim, Lindach, Stammheim, Herlheim und Zeilitzheim.

## Wappen
| Wappen von Kolitzheim | Blasonierung: „In Rot der silbern gekleidete Stephanus mit goldener Aureole, einen grünen Palmzweig in der rechten und einen schwarzen Stein in der linken Hand.“ |
| Wappen von Kolitzheim | Wappenbegründung: Die ehemalige Gemeinde erhielt mit Ministerialentscheidung im Jahr 1957 das Wappen. Es verweist auf die Geschichte des Dorfes. Der heilige Stephanus ist der Klosterpatron von St. Stephan, das lange Zeit wichtigster Grundherr in Kolitzheim war. |

## Kultur und Sehenswürdigkeiten

### Baudenkmäler

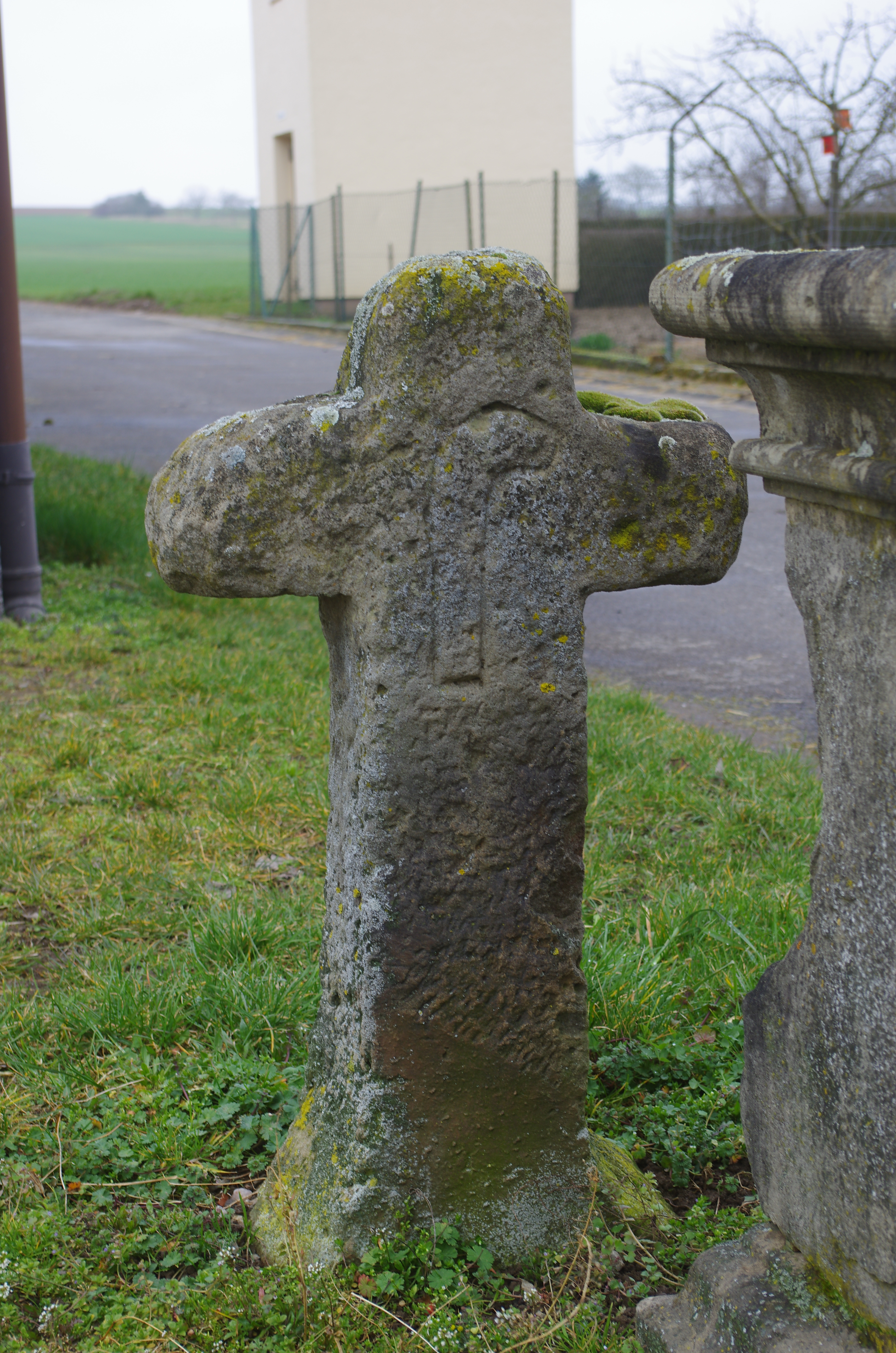
Spätmittelalterliches Steinkreuz am Lindacher Weg

Das Zentrum des Ortes bildet die katholische Pfarrkirche St. Stephan. Sie entstand bereits im 13. Jahrhundert und war eng mit dem Kloster St. Stephan verbunden. In der Zeit der Gegenreformation erhielt die Kirche einen Julius-Echter-Turm, der mit dem markanten Spitzhelm abschließt. In den Jahren zwischen 1718 und 1720 wurden Chor und Langhaus neu errichtet. Im Kircheninneren finden sich heute vor allem Objekte aus dem 18. Jahrhundert. Der Hochaltar mit seinem viersäuligen Aufbau wurde von einem Bamberger Schreiner geschaffen, im Zentrum sieht man eine Darstellung der Steinigung des Stephanus. Eine Pietà stammt aus der Zeit um 1500, der Taufstein wurde 1624 gestiftet. → siehe auch: St. Stephan (Kolitzheim)
Das Pfarrhaus des Ortes präsentiert sich als schlichter, zweigeschossiger Satteldachbau in Kirchennähe. Es wurde zu Beginn des 17. Jahrhunderts errichtet und entstand im Zuge des Bauprogramms des Würzburger Fürstbischofs Julius Echter von Mespelbrunn. Der spätgotische Bau wurde in den kommenden Jahrhunderten stark überformt. Eine Inschrift aus der Bauzeit hat sich erhalten: „Bischoff Julius auß vattertreu/ zur Seelensorg fürth daz gebeu/ Und wündscht nunmehr mit verlangen/ daz wie alleß wol anfangen/ Auch geistliches ohnstrefliches leben/ Bleibe an disem orth mit Segen.“
Kolitzheim weist als katholische Gemeinde in Unterfranken eine Vielzahl an Kleindenkmälern und Bildstöcken auf, die in den Fluren um das Dorf aufgestellt wurden. Sie sind Ausdruck der Volksfrömmigkeit in Mittelalter und vor allem Früher Neuzeit. Im Dorf haben sich besonders viele sogenannte Monolithbildstöcke erhalten, die in der Zeit der Gegenreformation in Franken entstanden. Daneben finden sich auch viele Sonderformen von Bildstocks aus dem 18. Jahrhundert, wie der sogenannte Kreuzschlepper oder Altarbildstöcke in Kolitzheim.

### Sage
In Kolitzheim erzählte man sich die Sage von der Nonne in der Humpel. Ein Bauer aus Kolitzheim fuhr in der Nacht durch die Flurlage „Humpel“ bei Herlheim, als plötzlich eine bleiche Nonne vor ihm stand. Neben der Frau befand sich eine Grube, in der ein Kästchen stand. Ein schwaches Licht war ebenfalls zu sehen. Die Nonne bat den Bauern, das Kästchen aus der Grube zu heben, dann sei sie erlöst. Der Bauer tat wie ihm geheißen, aber als er das Kästchen gehoben hatte und mit der Nonne reden wollte, fiel es zurück in das Loch und das Licht erlosch. Die Nonne lief daraufhin weinend davon.

## Wirtschaft und Infrastruktur
Kolitzheim wird von der Staatsstraße 2271 durchquert, die den Landkreis Kitzingen mit der Stadt Schweinfurt verbindet. Außerdem münden die Kreisstraßen SW 11 und SW 41 in Kolitzheim, die als Ortsverbindungsstraßen zu den Gemeindeteilen dienen. Diesen Zweck hat auch die Kreisstraße SW 39, die im Südosten des Ortes in die Straße SW 41 mündet. Die gute Verkehrsverbindung führte auch zur Ansiedlung des Solarenergie-Unternehmens Belectric, das seinen Firmensitz heute im einzigen Industriegebiet der Gemeinde hat. → siehe auch: Belectric

## Persönlichkeiten
- Franz Herbert (1885–wohl 1945), Politiker der BVP, Herbert wurde in der Folge des Attentats auf Adolf Hitler vom 20. Juli 1944 verhaftet und starb auf einem der Todesmärsche aus dem KZ Auschwitz